# یوآز پاتریوت

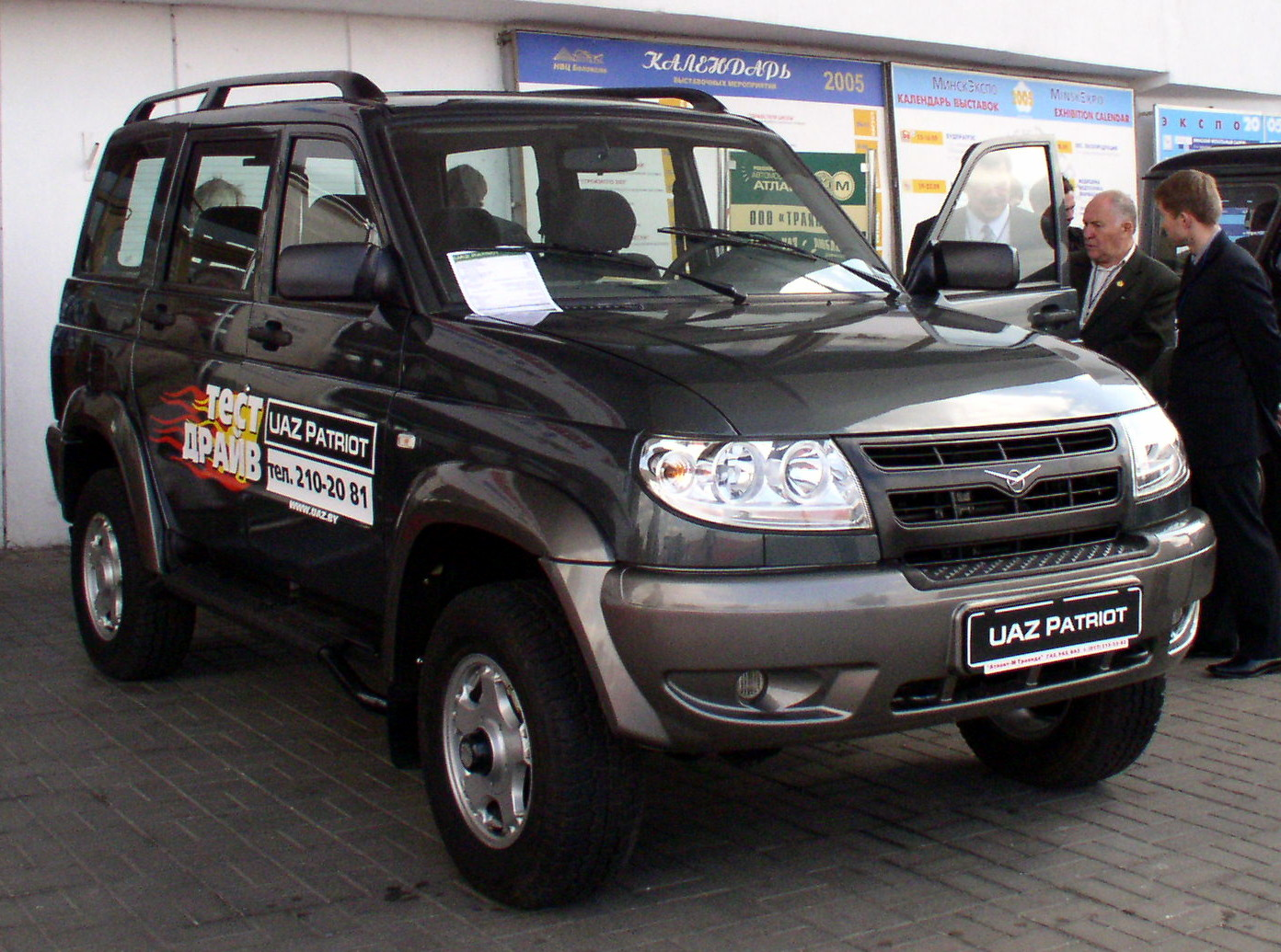

پاتریوت یک خودروی شاسی بلند سایز متوسط است که توسط شرکت اواز روسیه طراحی و ساخته شده و در سال ۲۰۰۵ میلادی به‌طور رسمی معرفی شد. پاتریوت در زبان روسی به معنای وطن پرست می باشد گنجایش بالای این خودرو، محکم و در عین حال راحتی پاتریوت باعث استقبال بالایی از آن در روسیه شده‌است بطوریکه بیش از ۱۲۰۰۰ پاتریوت فقط در سال ۲۰۰۷ در روسیه به فروش رفته‌است. این خودرو در ایران توسط سروش دیزل مبنا عرضه می شود

## نگارخانه

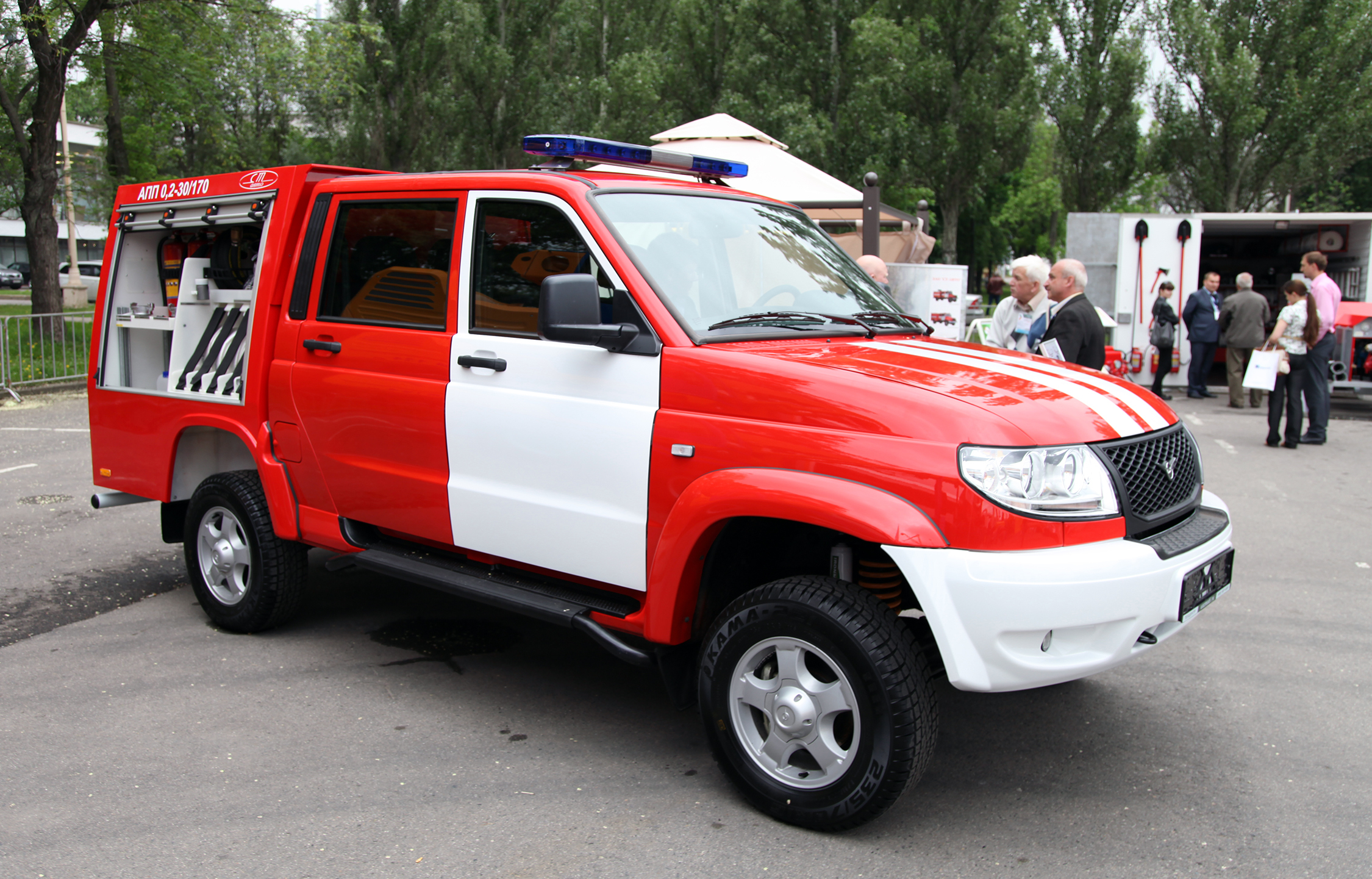
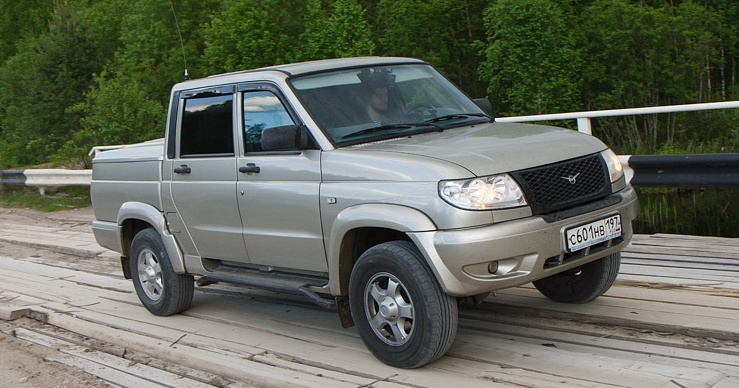
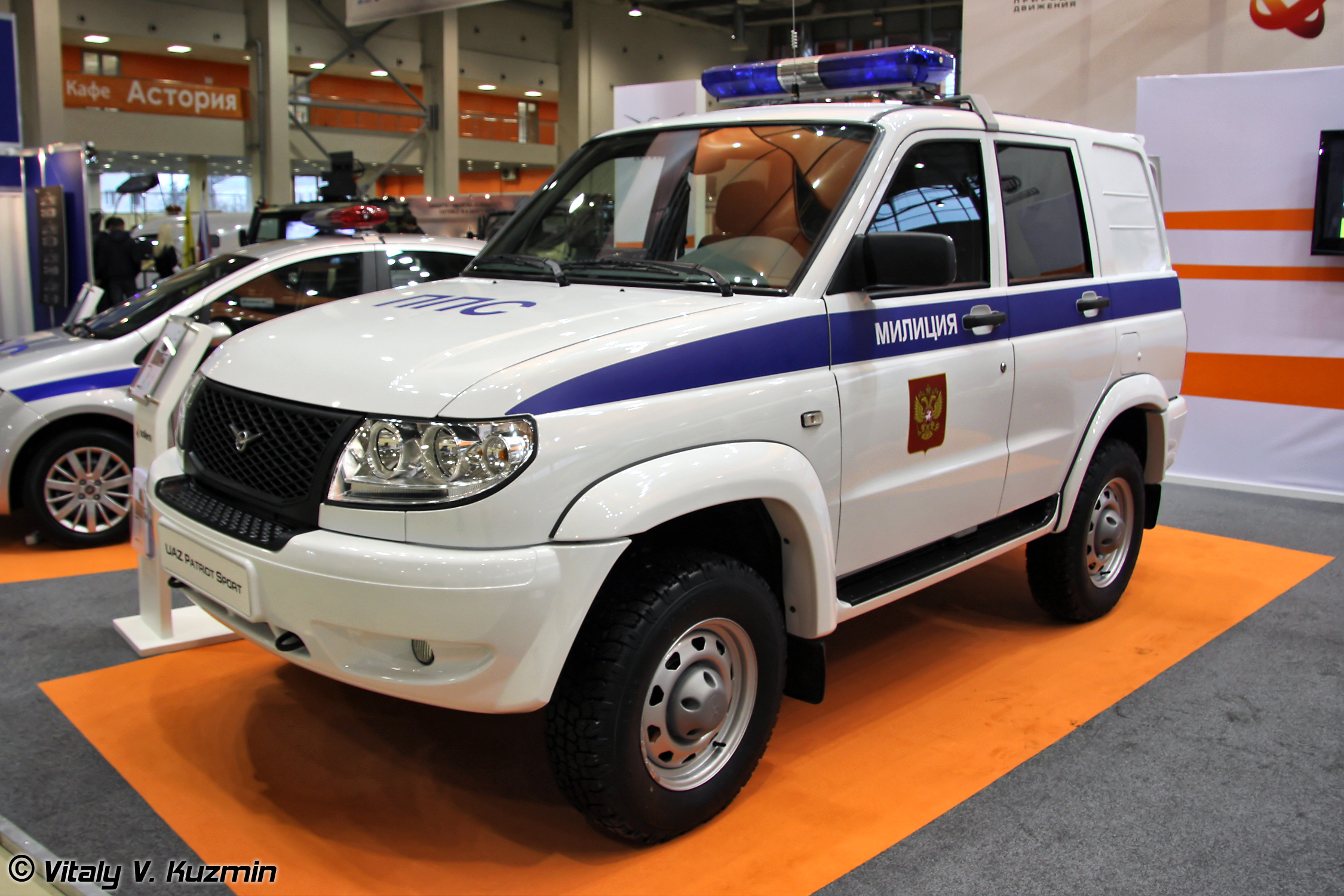
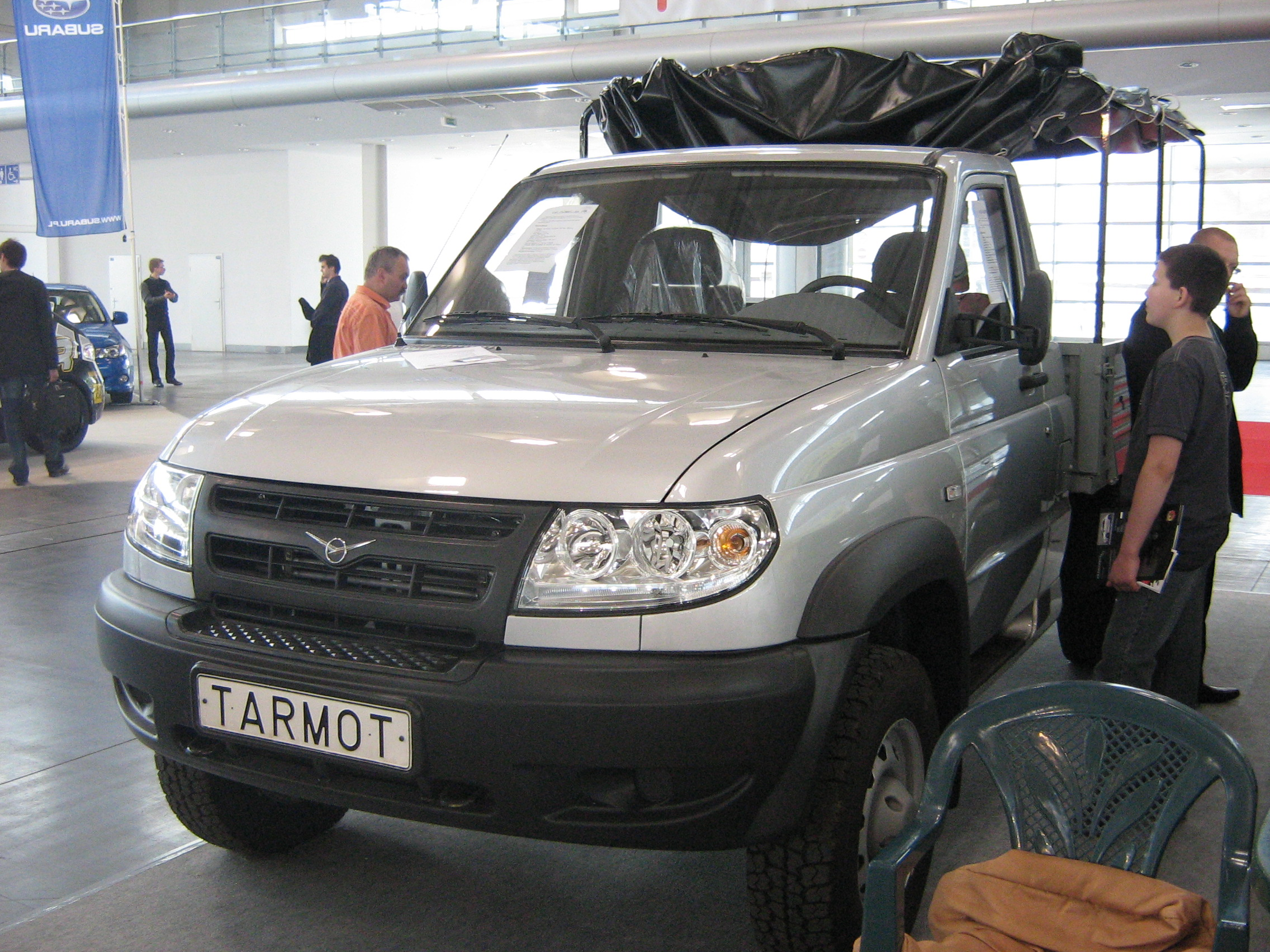

## مشخصات فنی

### موتور
بیشترین توان۱۵۰ اسب بخار
حجم موتور۲۷۰۰ سی سی

### گیربکس
تعداد دنده۵ سرعته مکانیکی
و شش سرعته اتوماتیک

### ابعاد
طول۴۶۴۷ میلیمتر
عرض۲۰۸۰ میلیمتر
بلندی۱۹۰۰/۲۰۰۰ میلیمتر
ویل بیس۲۷۶۰ میلیمتر

### جرم
جرم خالص۲۰۷۰ کیلوگرم
جرم ناخالص۲۶۷۰ کیلوگرم
گنجایش حمل بار۶۰۰ کیلوگرم

### سایر مشخصات
گنجایش باک سوخت۴۳٫۵+۴۳٫۵ لیتر
نوع سوختبنزین
تعداد صندلی۵ (+۴)